# Paolo Tofoli
Paolo Tofoli (Fermo, 14 agosto 1966) è un ex pallavolista e allenatore di pallavolo italiano, tecnico del Volley Team Club San Donà.
È uno dei giocatori più vincenti nella storia della pallavolo italiana, avendo fatto parte della cosiddetta generazione di fenomeni che ha dato il via al ciclo vincente della nazionale.

## Carriera

### Giocatore

Tofoli agli esordi con il Petrarca

#### Club

Tofoli (a sinistra) al Treviso nel campionato 1991-1992, mentre serve un primo tempo a Merlo.

Esordisce in Serie A1 nella stagione 1985-86 con la maglia del Petrarca, dopo aver iniziato con la Virtus Fano in Serie B. Negli anni novanta ottiene le sue maggiori vittorie con il Treviso (scudetti 1993-94 e 1995-96) e la Roma (scudetto 1999-00).
Il 21 luglio 2009, dopo ventiquattro anni di attività, annuncia il suo ritiro dall'attività agonistica.

#### Nazionale
Nel 1985, con la maglia della nazionale juniores, raggiunge il secondo posto al mondiale di categoria. Esordisce con la maglia della nazionale maggiore il 22 maggio 1987 a Montichiari, nell'amichevole vinta dagli azzurri per 3-0 contro la Polonia.
Con la maglia azzurra ha disputato 342 partite, ottenendo 27 medaglie in competizioni internazionali (17 d'oro) e tre ai Giochi olimpici (due argenti e un bronzo).

### Allenatore

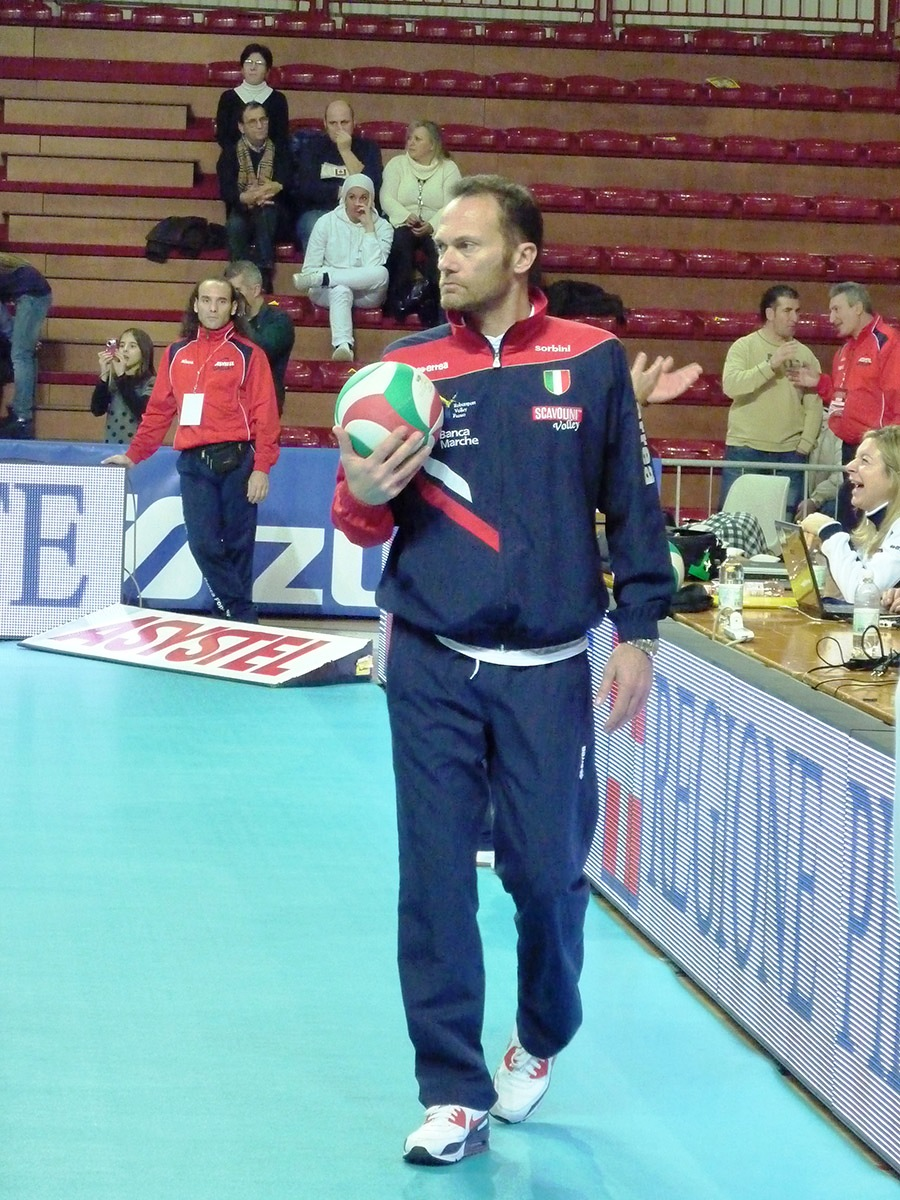
Tofoli in veste di allenatore della Robursport Pesaro nel 2011

Intraprende la carriera di allenatore nella stagione 2010-11, ingaggiato dalla Robursport Pesaro in A1 femminile con cui conquista la Supercoppa italiana 2010, ma viene poi esonerato nel corso dell'annata successiva.
Nel campionato 2012-13 passa ad allenare il Brolo, società siciliana partecipante al campionato nazionale maschile di Serie A2. Al termine della stagione, dopo aver raggiunto la salvezza con la formazione isolana, lascia l'incarico per assumere quello di viceallenatore della nazionale femminile, dove rimane per la sola estate 2013.
Nell'estate 2013 accetta l'offerta della formazione di Serie B1 della Tuscania, raggiungendo nella prima stagione la promozione Serie A2 e guidando nei due anni successivi la squadra laziale nel secondo campionato nazionale.
Nell'annata 2016-17 siede sulla panchina della formazione senese dell'Emma Villas con cui si aggiudica la Coppa Italia di Serie A2, mentre in quella successiva è allenatore dell'Alessano, sempre nel campionato cadetto.
Si accorda quindi per la stagione 2018-19 con la New Mater di Castellana Grotte, con cui fa il proprio esordio da tecnico in Serie A1, venendo sollevato dall'incarico nel dicembre 2018.
Nel gennaio successivo torna alla guida dell'Alessano, ancora in Serie A2. Nella stagione 2019-2020 torna ad allenare la Tuscania in Serie A3. Dalla stagione 2021-2022 allena il Volley Team Club San Donà sempre in A3. Il 4 Giugno 2023 viene annunciato come il nuovo allenatore della Vigilar Fano.

## Palmarès

### Giocatore
- Campionato italiano: 3

Treviso: 1993-94, 1995-96
Roma: 1999-00
- Coppa Italia: 1

Treviso: 1992-93
- Coppa dei Campioni: 1

Treviso: 1994-95
- Coppa delle Coppe: 1

Treviso: 1993-94
- Coppa CEV: 1

M. Roma: 2007-08
- Coppa CEV: 1

Treviso: 1990-91, 1992-93
Roma: 1999-00
- Supercoppa europea: 1

Treviso: 1994

### Allenatore
- Supercoppa italiana: 1

Robursport Pesaro: 2010
- Coppa Italia di Serie A2: 1

Emma Villas: 2016-17

### Nazionale (competizioni minori)
- Giochi del Mediterraneo 1991 . ORO  world league 1990-91-92-94-2000. ARGENTO  coppa del mondo 1989. ORO coppa del mondo 1995.ORO top four 1994. ORO super challenge 1996. ORO grand champions cup 1993. ORO good will games 1990

## Statistiche

### Club
| Stagione  | Squadra         | Campionato | Campionato | Campionato | Coppe nazionali | Coppe nazionali | Coppe nazionali | Coppe continentali | Coppe continentali | Coppe continentali | Altre coppe | Altre coppe | Altre coppe | Totale | Totale |
| Stagione  | Squadra         | Comp       | Pres       | Punti      | Comp            | Pres            | Punti           | Comp               | Pres               | Punti              | Comp        | Pres        | Punti       | Pres   | Punti  |
| --------- | --------------- | ---------- | ---------- | ---------- | --------------- | --------------- | --------------- | ------------------ | ------------------ | ------------------ | ----------- | ----------- | ----------- | ------ | ------ |
| 1983-1984 | Virtus Fano     | B          | ?          | ?          | -               | -               | -               | -                  | -                  | -                  | -           | -           | -           | ?      | ?      |
| 1984-1985 | Virtus Fano     | B          | ?          | ?          | -               | -               | -               | -                  | -                  | -                  | -           | -           | -           | ?      | ?      |
| 1985-1986 | Petrarca        | A1         | ?          | ?          | CI              | ?               | ?               | -                  | -                  | -                  | -           | -           | -           | ?      | ?      |
| 1986-1987 | Petrarca        | A1         | ?          | ?          | -               | -               | -               | -                  | -                  | -                  | -           | -           | -           | ?      | ?      |
| 1987-1988 | Petrarca        | A1         | ?          | ?          | CI              | ?               | ?               | -                  | -                  | -                  | -           | -           | -           | ?      | ?      |
| 1988-1989 | Petrarca        | A1         | 2          | 8          | CI              | ?               | ?               | -                  | -                  | -                  | -           | -           | -           | ?      | ?      |
| 1989-1990 | Petrarca        | A1         | 31         | 101        | CI              | ?               | ?               | -                  | -                  | -                  | -           | -           | -           | ?      | ?      |
| 1990-1991 | Treviso         | A1         | 26         | 90         | -               | -               | -               | CEV                | ?                  | ?                  | -           | -           | -           | ?      | ?      |
| 1991-1992 | Treviso         | A1         | 31         | 101        | CI              | ?               | ?               | -                  | -                  | -                  | -           | -           | -           | ?      | ?      |
| 1992-1993 | Treviso         | A1         | 30         | 127        | CI              | ?               | ?               | CEV                | ?                  | ?                  | -           | -           | -           | ?      | ?      |
| 1993-1994 | Treviso         | A1         | 35         | 167        | CI              | ?               | ?               | CdC                | ?                  | ?                  | -           | -           | -           | ?      | ?      |
| 1994-1995 | Treviso         | A1         | 30         | 111        | CI              | ?               | ?               | CC+SE              | ?+?                | ?+?                | -           | -           | -           | ?      | ?      |
| 1995-1996 | Treviso         | A1         | 31         | 85         | CI              | ?               | ?               | CC+SE              | ?+?                | ?+?                | -           | -           | -           | ?      | ?      |
| 1996-1997 | Treviso         | A1         | 31         | 85         | CI+SI           | ?+?             | ?+?             | CC                 | ?                  | ?                  | -           | -           | -           | ?      | ?      |
| 1997-1998 | 4 Torri Ferrara | A1         | 25         | 81         | CI              | ?               | ?               | -                  | -                  | -                  | -           | -           | -           | ?      | ?      |
| 1998-1999 | Roma            | A1         | 25         | 70         | CI              | ?               | ?               | CEV                | ?                  | ?                  | -           | -           | -           | ?      | ?      |
| 1999-2000 | Roma            | A1         | 33         | 49         | CI              | ?               | ?               | CEV                | ?                  | ?                  | -           | -           | -           | ?      | ?      |
| 2000-2001 | Roma            | A1         | 33         | 49         | CI+SI           | ?+?             | ?+?             | ECL+SE             | ?+?                | ?+?                | -           | -           | -           | ?      | ?      |
| 2001-2002 | Trentino        | A1         | 26         | 41         | CI              | ?               | ?               | -                  | -                  | -                  | -           | -           | -           | ?      | ?      |
| 2002-2003 | Trentino        | A1         | 31         | 67         | CI              | ?               | ?               | -                  | -                  | -                  | -           | -           | -           | ?      | ?      |
| 2003-2004 | Trentino        | A1         | 30         | 49         | CI              | ?               | ?               | -                  | -                  | -                  | -           | -           | -           | ?      | ?      |
| 2004-2005 | Trentino        | A1         | 26         | 37         | CI              | ?               | ?               | TTC+CEV            | ?+?                | ?+?                | -           | -           | -           | ?      | ?      |
| 2005-2006 | Perugia         | A1         | 28         | 17         | CI              | ?               | ?               | ECL                | ?                  | ?                  | -           | -           | -           | ?      | ?      |
| 2006-2007 | M. Roma         | A1         | 31         | 32         | CI              | ?               | ?               | -                  | -                  | -                  | -           | -           | -           | ?      | ?      |
| 2007-2008 | M. Roma         | A1         | 30         | 9          | CI+SI           | ?+?             | ?+?             | CEV                | ?                  | ?                  | -           | -           | -           | ?      | ?      |
| 2008-2009 | M. Roma         | A2         | 30         | 9          | CI-A2           | ?               | ?               | -                  | -                  | -                  | -           | -           | -           | ?      | ?      |